# Хэй-Драммонд, Роберт, 10-й граф Кинньюл
Роберт Ориоль Хэй-Драммонд, 10-й граф Кинньюл (18 марта 1751 — 19 апреля 1804) — шотландский дворянин и политик, занимал пост лорда Лайона Шотландии (1796—1804).

## Биография
Родился 18 марта 1751 года. Старший сын преподобного достопочтенного Роберта Хэя-Драммонда (1711—1776), архиепископа Йоркского, и Генриетты Ориоль (? — 1763), внук Джорджа Генри Хэя, 8-го графа Кинньюла (1689—1758). В 1739 году его отец Роберт Хэй принял фамилию Драммонд и герб как наследник своего прадеда Уильяма Драммонда, виконта Страталлана.
27 декабря 1787 года после смерти своего дяди Томаса Хэя, 9-го графа Кинньюла (1710—1787), не оставившего после себя наследников, Роберт Хэй-Драммонд унаследовал титул 10-го графа Кинньюла (Пэрство Шотландии).
С 1796 года, когда он был приведен к присяге в Тайном совете, до своей смерти в 1804 году лорд Кинньюл занимал пост лорда Лайона, главного герольдмейстера Шотландии. Должность лорда Лайона и титул графа Кинньюла унаследовал его старший сын Томас Хэй.

## Браки и дети
19 апреля 1779 года Роберт Хэй-Драммонд женился на своей первой жене Джулии Эйр (умерла 29 марта 1780), дочери Энтони Эйра. Первый брак оказался бездетным. 8 июня 1781 года он женился вторым браком на Саре Харли (умерла 15 февраля 1837), четвертой дочери достопочтенного Томаса Харли (1730—1804), лорда-мэра Лондона и депутата Палаты общин. У супругов было четверо детей:
- Леди Генриетта Хэй (23 августа 1783 — 7 октября 1854), в 1807 году вышла замуж за Генри Драммонда (1786—1860), внука Генри, виконта Мелвилла.
- Томас Роберт Хэй-Драммонд, 11-й граф Кинньюл  (5 апреля 1785 — 18 февраля 1866), старший сын и преемник отца
- Достопочтенный Фрэнсис Джон Хэй-Драммонд (17 сентября 1786- 20 октября 1810), утонул в реке Эрн
- Леди Сара Мэри Хэй (21 июня 1788 — 11 июля 1874), в 1811 году вышла замуж за преподобного Джорджа Мюррея (1784—1860), епископа Рочестерского, племянника герцога Атолла.

## Титулатура
- 10-й граф Кинньюл (с 27 декабря 1787)
- 10-й виконт Дапплин (с 27 декабря 1787)
- 10-й лорд Хэй из Кинфаунса (с 27 декабря 1787)
- 3-й барон Хэй из Пидвардайна (с 27 декабря 1787)
- 4-й виконт Дапплин (с 27 декабря 1787).